# Jesus Christ Pose
«Jesus Christ Pose» es una canción de la banda de rock estadounidense Soundgarden, lanzada en 1991 como el primer sencillo del tercer álbum de estudio de la banda, Badmotorfinger (1991) bajo el sello discográfico A&M Records. 
La canción fue incluida en el álbum de éxitos de Soundgarden en 1997, A-Sides.
Está considerada por muchos como la esencia de Soundgarden, aunque no fue su canción más famosa.

## Origen y grabación
"Jesus Christ Pose" presenta letras escritas por el vocalista Chris Cornell y música coescrita por Cornell, el baterista Matt Cameron, el bajista Ben Shepherd y el guitarrista Kim Thayil. 
Algunos ven la canción como la definición de la "esencia" de Soundgarden", ya que se acredita a los cuatro miembros de la banda. 
Cameron dijo: "Tan pronto como toqué este patrón, todos se sumergieron, y en una hora tuvimos las agallas de la canción. El enfoque que tomamos sobre este fue puro asalto a los sentidos. Los canadienses bailan con esta canción".

## Video musical
"Jesus Christ Pose" es particularmente notable tanto por su contenido como por su polémico video musical, emitido en una época en la que MTV mantenía cierta influencia en los medios.
Fue dirigido por Eric Zimmerman, quien luego dirigiría el video musical de "Rusty Cage". La introducción del video incluye palabras similares a Juan 3:16: "And God So Loved Soundgarden He Gave Them His Only Song".("Y de tal manera amó Dios a Soundgarden, que le ha dado a su única canción"). El video muestra a los miembros de la banda deambulando por el desierto intercalados con varias imágenes de cruces, ciborgs, una niña crucificada, un esqueleto crucificado e incluso cruciformes vegetales crucificados en forma humana. 
Thayil dijo: "El director Eric Zimmerman eligió mucho, lo revisamos y decidimos lo que nos gustaba y lo que no nos gustaba".  Cornell dijo: "Fue una decisión bastante unánime de la banda tener una mujer crucificada en el video ... Como visual, es poderosa y también es desafiante para las personas, porque básicamente las mujeres han sido perseguidas desde antes de que se registrara la historia, y casi tendría más sentido que ver a un hombre involucrado ". Él también agregó: "Hay cruces al revés y de arriba hacia arriba. Pero ciertamente no hay una dirección flagrante en cuanto a la convicción religiosa en el video". 
Thayil dijo que el video era uno de los pocos de Soundgarden con los que la banda estaba satisfecha.  Afirmó que "en el video de Jesus Christ Pose hicimos mucha experimentación en diferentes cosas divertidas y divertidas. Creo que me parece divertido porque no terminé decepcionado por ello". El video fue lanzado en octubre de 1991.

## Controversia
La letra de la canción habla de la explotación de la religión en beneficio propio. El tema fue ganando popularidad cuando la MTV decidió prohibir la emisión del vídeo en 1991: este mostraba imágenes de esqueletos y niñas crucificadas, así como frutas y verduras dispuestas en forma de hombre crucificado. Las imágenes del vídeo fueron elegidas y aprobadas por todos los miembros del grupo.
A causa de la polémica ocasionada por la canción y su correspondiente vídeo, los miembros de la banda recibieron incluso amenazas de muerte durante un tour en el Reino Unido a comienzos de la década de los '90. El significado de la canción es una crítica a todas aquellas figuras públicas que se refugian en la religión haciéndose pasar incluso por "mártires", insinuando que son mejores que los demás por ello.
"Jesus Christ Pose" aparece en la banda sonora de la película S.F.W. de 1994, cuando suena en los créditos de apertura. La canción fue versionada por The Dillinger Escape Plan en el 25 aniversario de la revista Kerrang!, así como por el grupo de metalcore The Killing Tree.

## Lista de canciones
US PROMO CD, UK 12"
1. «Jesus Christ Pose» – 5:52

UK PICTURE 12"
1. «Jesus Christ Pose» – 5:52
2. «Stray Cat Blues» (The Rolling Stones) – 4:41

ETCHED 12", ETCHED DIGIPAK CD, UK POSTER BAG 12"
1. «Jesus Christ Pose» – 5:52
2. «Stray Cat Blues» (The Rolling Stones) – 4:41
3. «Into the Void (Sealth)» (Black Sabbath) – 6:39
4. «Somewhere» – 4:21

PROMO 7", PROMO 12"
1. «Jesus Christ Pose» – 5:52
2. «Drawing Flies» – 2:21